# Javier Lambán Montañés
Francisco Javier Lambán Montañés (Eixea, 19 d'agost de 1957 - Eixea, 15 d'agost de 2025) va ser un polític espanyol del Partit Socialista Obrer Espanyol (PSOE), president del Govern d'Aragó entre 2015 i 2023.

## Biografia
Nascut el 19 d'agost de 1957 a Eixea, es va llicenciar en història per la Universitat de Barcelona. Va ser regidor de l'Ajuntament d'Eixea des de 1983 (any en què es va afiliar al PSOE), i entre 1991 i 2012, diputat provincial. El 15 de juliol de 1999 va ser elegit president de la Diputació Provincial de Saragossa. El 2007 va ser investit alcalde del seu municipi.
Diputat a les Corts d'Aragó des de 2011, es va doctorar en història per la Universitat de Saragossa el 2014, amb la lectura de La reforma agraria en Aragón, 1931-1936.
Investit com a president del Govern d'Aragó, va prendre possessió del càrrec el 5 de juliol de 2015 al Palau de l'Aljaferia. Va mantenir el càrrec fins al 2023, quan la presidència passà a mans del popular Jorge Azcón. El mateix 2023 fou escollit senador a les eleccions generals, i el gener de 2025 anuncià que deixava la política activa.